# Чешлама (селище)
Чешлама́ (рос. Чешлама, чув. Чашлама разъезчӗ) — селище у складі Козловського району Чувашії, Росія. Входить до складу Аттіковського сільського поселення.
Населення — 3 особи (2010; 6 у 2002).
Національний склад:
- чуваші — 96 %